# Stew Lies
«Stew Lies» (укр. «Тушкована брехня») — двадцята серія тридцять шостого сезону мультсеріалу «Сімпсони», прем'єра якої відбулась 4 травня 2025 року у США на телеканалі «Fox».

## Сюжет
Після покупок у магазині Ліса дражнить Барта копіюючи його слова. Під час суперечки Мардж вирішує, що це вина Барта, тож садить дівчинку на переднє сидіння авто. Барт хоче помститися сестрі.
Наступного ранку Барт у відповідь починає повторювати кожне слово сестри. Ліса бажає, щоб брат зупинився, але навіть повторення їй компліментів його не зупиняє. Проходить час, але Барт не припиняє (повторюючи навіть думки сестри), що доводить Лісу до сказу.
Коли не виходить отримати допомоги в Гомера, Ліса вирішує змиритися із «новою реальністю» — вона це використовує. Мімікруючи Лісу Барт вивчає мандаринську мову, навчається грати на саксофоні та допомагає Лісі на екологічному протесті. Пів року по тому Ліса від імені Барта виголошує промову про те, як він подружився з нею, і що Барт — найкращий старший брат. Однак, вперше Барт не може це повторити, бо це надто чутливо. Він припиняє цей жарт і вони з Лісою обіймають одне одного. Це надихає Мардж подзвонити своїм сестрам, а Гомера — подивитися своє улюблене кулінарне шоу.
У таверні Мо Гомер із завсідниками дивиться «Чувака проти їжі», яке веде Тад Паркуром. Наприкінці випуска Тад оголошує, що приїде до Спрінґфілда, щоб з'їсти 17-фунтовий котбулар в ресторані Луїджі, що викликає великий захват Гомера. Фанати «Чувака» збираються, але Тад виходить і погано почувається. Він непритомніє перед котбуларом.
Гомер супроводжує кумира до лікарні. Тад каже Гомеру, що не може жити так далі, знову мало не померши. Щоб допомогти йому, Гомер відводить до свого місця сили — галявини, звідки можна відчути запах усієї їжі Спрінґфілда. Тад швидко відновлюється, однак, відчувши дуже особливий аромат, прагне дізнатися його джерело. Удвох з Гомером він іде на запах.
Вони приходять до маєтку Жирного Тоні. Тад вривається на кухню, де вариться «Гевальтейнтопф: рагу насильства». Тоні розповідає їм сумну передісторію…
У дитинстві, батько Тоні, тогочасний бос мафії, та Вільгельм фон Вонтгельм, бос прусської мафії, обмінялися синами задля збереження миру. Коли син Вільгельма, Максиміліан, не поділив пристрасть батька не до куховарства, а до музики ска, Вільгельм виявив, що Тоні поділяє цю пристрасть. Кухар тоді опікується ним. Через 4 роки, коли Максиміліан відмовляється від зберігання рецепту Гевальтейнтопфа, традиційної страви мафії. У Вільгельма стався інсульт, і перед смертю він віддає рецепт Тоні за умови, що той ніколи не віддасть його Максиміліану. Зрештою, Максиміліан став новим босом прусської мафії, поєднавши це із музикою ска.
У сьогоденні Жирний Тоні збирається почастувати Гевальтейнтопфом Гомера і Тада. Однак, перед споживанням Тоні просить гостей відвернутися, щоб він додав секретний інгредієнт. Страва гостям надзвичайно сподобалася.
Місяць по тому Тад Паркур оголошує про запуск свого нового шоу «Кухонні зрадники», в якому він розкриватиме для світу вкрадені секретні рецепти страв. Першою стравою є рагу Гевальтейнтопф Жирного Тоні. Після анонсу Жирний Тоні відвідує Гомера і скидує його в озеро…
Телефоном Гомер переконує боса мафії, що має спосіб виправити це. Він планує проникнути на «Chew Network» (укр. «Жуй-канал») і зупинити трансляцію шоу. Однак, їх переслідує прусська мафія на чолі з Максиміліаном.
На студії вони погрожують Тадові, й усвідомлюють, що він це зробив за допомогою перевернутих сонцезахисних окулярів із прихованою камерою. Якраз тоді прибуває прусська мафія. Після автомобільної погоні Гомер відводить їх до свого місця, де Максиміліан може відчути запах батьківського рагу, яке тепер готують у всьому Спрінґфілді. Це пробуджує в Максиміліана спогади про його дитинство і те, як його насправді любив батько. Мафії знову примирюються.
У фінальній сцені Тад запрошує Гомера приєднатися до нього в подорожі новими місцями, але Гомер відмовляється, кажучи, що все, що йому потрібно, є у Спрінгфілді.
У сцені під час титрів в майбутньому, знайшовши позаземне життя, професорці Лісі Сімпсон як провідній астрофізикині, доручають передати перші слова від людства. Однак, під час цього Барт знову починає мімікрувати її, від чого вони сваряться. Канг і Кодос приймають це войовничо, після чого знищують Земллю.

## Виробництво
У синопсисі серії актора Мадса Міккельсена було зазначено як запрошену зірку в ролі Вільгельма фон Вонтгельм, але у фінальній версії епізода персонажа озвучив Моріс ЛаМарш.
Рецепт «Рагу насильства» створено справжніми шеф-кухарями Дж. Кенджі Лопесом-Альтом і Деб Перельман. Після виходу серії в етер сесь «секретний рецепт» було опубліковано в соцмережах мультсеріалу.

## Культурні відсилання та цікаві факти
- Назва серії є відсиланням до бойовика 1994 року «Правдива брехня» (укр. «True Lies»)[5].
- Тад Паркур є пародією на знаменитого шеф-кухаря Ґая Фієрі[6][5].
- Шоу «Чувак проти їжі» (англ. «Dude vs. Food») є пародією на кулінарне телешоу «Чоловік проти їжі» (англ. «Man v. Food»)[2].

## Ставлення критиків і глядачів
Під час прем'єри серію переглянули 0,63 млн осіб, з рейтингом 0.2, що зробило її другим найпопулярнішим шоу на каналі «Fox» тієї ночі, після «Сім'янина».
Джон Шварц із сайту «Bubbleblabber» оцінив серію на 7,5/10, сказавши:
|  | …Той факт, що сценарій Броті Гупти зміг повернути безглузді епізодичні ролі назад у досить ефективний сюжет, заслуговує на похвалу… Участь запрошених акторів Мадса Міккельсена в ролі Вільгельма фон Вонтгельм і Джона ДіМаджіо в ролі Тада була чудовою, а особлива подяка завжди надійному ДіМаджіо… Флешбек серії був трохи затягнутим, але зрозумілим, враховуючи кульмінацію, але через це, я думаю, сюжет трохи постраждав у кінці. |

Алекс Райф з «Laughing Place» сказав:
|  | Хоча, на мою думку, серія не була особливо смішною, я повністю за [те, що це] хороший епізод, орієнтований на історію. Мені сподобався сучасний підтекст про телеведучих-знаменитих шеф-кухарів і швидку та брудну швидкість, з якою вони штампують нові шоу. «Сімпсони» завжди знаходили цікаві способи пожартувати над каналом, на якому вони виходять, і той факт, що ця перша трансляція була підкреслена рекламою кількох шоу від Гордона Рамзі, влучив у ціль. |

На сайті «Me Blog Write Good» відзначили:
|  | Я навіть не знаю, в чому полягав сенс персонажа Тада. Чи був він гордим гурманом, який зрештою опинився на екстремальному кулінарному шоу, в якому ніколи не хотів брати участь? Мені навіть байдуже, щоб наводити якісь інші гіпотетичні передісторії чи мотивації персонажів, які ніколи не обговорювалися. |

Водночас оглядачеві Майку концептуально сподобалася на комедійному рівні історія Барта і Ліси на початку епізода.